# Krishnappa Nayaka II
Krishnappa Nayaka II fou virrei de Madura, fill i successor de Virappa Nayaka el 1595. Nelson pensa que va tenir coma cogovernant a Visvappa, que podria ser fill del general i ministre Ariyanatha; considera que aquest va morir vers el 1600 (abans de 1613, l'abril de 1588 com a molt aviat segons les diverses fonts) i això va permetre restaurar l'autoritat reial però no hi evidencies en aquest sentit i l'edat del general és força confusa. El virregnat de Madura és referit ara como el Naik (de Nayak o Nayaka) de Madura.
Les inscripcions evidencien que seguia lleial als reis de Vijayanagar.
Va regnar uns cinc anys i 9 mesos, i va morir el maig o juny de 1601. El poder fou ocupat pel seu germà petit Kastur Ranga (el germà gran Visvappa havia mort abans). Però al cap d'una setmana, les protestes generals (anomenades Sandy amandapa) el van enderrocar i fou proclamat Muttu Krishnappa Nayaka, probablement fill de Visvappa (segons el manuscrit Mrtyunjavn i el Maduraittalavaralara i d'acord amb la genealogia dels Nayak a la taules de Kuniyur de Venkata II de Vijanayagar).